# Bartomeu Barceló Quetgles
Bartomeu Barceló Quetgles més conegut com a Tolo Güell (Palma, 1941 - Palma, 20 de març de 2020) fou un promotor cultural mallorquí. De formació autodidacta, destacà per la seva dedicació incansable i el seu compromís cívic cap a qualsevol activitat o iniciativa de caràcter social i cultural, arrelat a les tradicions i als costums populars mallorquins, com Des Güell a Lluc a peu, una marxa popular que des de 1974 es du a terme el primer dissabte d'agost. El seu punt de partida és la plaça Güell, situada davant l'antic bar Güell, i recorre l'itinerari entre Palma i el santuari de Lluc pels llocs més tradicionals. Amb el temps, aquesta activitat ha esdevingut un fenomen de masses (de vegades ha arribat a convocar més de 50.000 persones), fins al punt que el 6 d'agost de 1993 es va inaugurar el km 0 davant l'antic bar Güell, amb l'assistència dels reis d'Espanya, que donaren el «sus!» de sortida dels marxaires.
També va col·laborar en la recuperació del Carnaval, com ara en la celebració de la Rua de Palma; i també de la Diada Ciclista de Sant Sebastià, durant les festes del patró de Palma, i de la Festa Agrícola de Son Ferriol, que se celebra el darrer diumenge del mes de març. Va participar en tota casta de celebracions populars i esportives, com les Beneïdes de Sant Antoni, les festes de la Mare de Déu de la Salut, patrona de Palma, i en curses populars com ara Inca–Palma, Valldemossa–Palma o la Marató de Calvià.
Va formar part de nombroses entitats esportives, culturals i ciutadanes, com, per exemple, les federacions balears de fona, de dards i de pesca, el patronat de bàsquet, l'Associació de Veïnats de Son Canals i dels Hostalets o de la Societat Protectora d'Animals i Plantes.
Seguidor incondicional del RCD Mallorca, va participar i col·laborar en les activitats on ha estat present l'equip. Pel seu entusiasme i la seva feina va rebre nombrosos premis i guardons, entre els quals destaquen els que li va concedir el Govern de les Illes Balears per la seva contribució a l'esport popular, el trofeu extraordinari a la dedicació esportiva (1984), atorgat per la Unión de Periodistas de España, i el Premi Ramon Llull el 2004.